# Серный мост (Серный остров)
Серный мост — автодорожный железобетонный балочный мост через протоку Малой Невы в Василеостровском районе Санкт-Петербурга, соединяет Серный остров с набережной Макарова (остров Декабристов).

## Название
До 2019 года мост был безымянным. Существующее название получил 18 июня 2019 года по наименованию Серного острова.

## История
Начиная с 1770-х годов на городских картах показан мост, ведущий на Серный остров. Первоначально он располагался в восточной части острова. Мост на существующем месте был построен в 1930-х годах. К 2014 году он был семипролётным балочным. Схема моста 6,0 + 6,85 + 8,0 + 11,3 + 7,95 + 7,88 + 7,3 м. Общая длина составляла 45,2 м, ширина — 13,05 м (проезжая часть 7,3 м и тротуар 4,3 м). Пролётные строения состояли из металлических двутавровых балок Пейне, опиравшихся на деревянные насадки. Промежуточные опоры — металлические сваи из труб, нарощенные круглыми деревянными стойками. Проезжая часть — деревянный дощатый настил по деревянным поперечинам. Перильное ограждение было деревянным. 
В 2015—2017 году в рамках подготовки Санкт-Петербурга к чемпионату мира по футболу в 2018 году в составе проекта строительства набережной Макарова (участок от моста Бетанкура до Адмиральского проезда) был сооружён существующий мост. Старый мост использовался для проезда автотранспорта в период строительства, после чего был разобран. 
Заказчиком работ являлся СПб ГКУ «Дирекция транспортного строительства», генеральным проектировщиком — ГУП «ЛЕНГИПРОИНЖПРОЕКТ». Проект моста разработан ООО «ПБ ДОРПРОЕКТ» (главный инженер проекта — В. А. Ярошенко). Генподрядчиком была компания ЗАО «ВАД». Движение по мосту было открыто 13 мая 2018 года в составе открытия моста Бетанкура и нового участка набережной Макарова.

## Конструкция
Мост однопролётный железобетонный балочный. Пролётное строение из сборных железобетонных балок длиной 18 м. В поперечнике состоит из 6 преднапряжённых балок двутаврового сечения с шагом между балками 2,2 м. Опоры из монолитного железобетона на высоком свайном ростверке с двумя рядами свай-оболочек диаметром 0,6 м длиной 18 м и передней стенкой из металлического шпунта длиной 18 м. Опоры являются продолжением набережной, ростверк опор совмещен с ростверком набережной. Лицевая поверхность опор облицована гранитными плитами. Длина моста составляет 18,73 м, ширина — 13 м (в том числе: проезжая часть 2х3,50, полосы безопасности 2х1,0 м, тротуары 2х1,5 м).
Мост предназначен для движения автотранспорта и пешеходов. Проезжая часть моста включает в себя 2 полосы для движения автотранспорта. Покрытие проезжей части — асфальтобетон, на тротуарах уложен литой асфальт. Деформационные швы типа «ThormaJoint». Тротуары отделены от проезжей металлическим барьерным ограждением. Перильное ограждение высотой 1,1 м из металлических секций, закрепленных между металлическими стойками с шагом 2 м. Рисунок перильного заполнения подобен рисунку заполнения ограждения набережной.